# Sigapatella terraenovae
Sigapatella terraenovae is een slakkensoort uit de familie van de Calyptraeidae. De wetenschappelijke naam van de soort is voor het eerst geldig gepubliceerd in 1924 door Peile.